# Attila Özdemiroğlu
Attila Özdemiroğlu (né le 5 janvier 1943 à Ankara, mort le 20 avril 2016 à Istanbul) est un compositeur et producteur de musique turc.

## Biographie
Il appartient à une famille de Diyarbakır ; son père est Mustafa Celalettin Bey et sa mère est Sabahat Hanım. Sa mère et son père, professeur dans un lycée technique, se séparent alors qu'il n'a qu'un an et demi. Il est élevé par son père et sa belle-mère mélomane. Il s'intéresse à la musique dès son plus jeune âge. Il prend des cours de mandoline à six ans et des cours de violon à sept ans. Il étudie au Ankara Atatürk Lisesi. Il apprend à jouer de divers instruments de musique tels que la flûte, le vibraphone, la contrebasse et le trombone pendant ses années scolaires. Pendant ses années de lycée, il donne des concerts avec Yurdaer Doğulu en duo violon-guitare.
Il joue de la contrebasse dans le groupe pop Jupiterler, qu'il fonde avec Tanju Okan, Yurdaer Doğulu et Berkant à Ankara en 1957. Il commence à composer et à arranger à 17 ans. Outre la musique occidentale classique, il étudie la musique turque à l'Association des mélomanes d'Ankara pendant six ans.
Il étudie le droit à la faculté de droit de l'université d'Ankara. Pendant ses années universitaires, il joue du violon dans l'Orchestre de chambre interuniversitaire d'Ankara et dans divers groupes.
Il fait son premier mariage avec la volleyeuse Ayla Pelit en 1961. De ce mariage, il a une fille et un fils. Le groupe Jüpiterler se dissout en 1962. Il se concentre sur les techniques d'harmonie, de composition et d'arrangement avec Emin Fındıkoğlu et donne parallèlement des concerts et des émissions de radio avec le groupe de jazz d'Erol Pekcan.
Il se rend à Istanbul en 1966 et rejoint l'orchestre de Durul Gence puis d'autres comme l'İstanbul Gelişim Orkestrası fondé par Selçuk Başar en 1968.
Avec Şanar Yurdatapan, il fonde une société de production musicale, Şat Yapım, d'après les premières lettres de leurs noms. Il travaille ainsi avec Ajda Pekkan, Nilüfer Yumlu, Kayahan, Sezen Aksu, Onno Tunç et Uzay Heparı.
Après son premier mariage, terminé par un divorce en 1974, il épouse la chanteuse Füsun Önal en 1975. Après la fin de ce mariage un an et demi plus tard, il se marie pour la troisième fois en 1977 avec l'actrice Lale Yurdatapan, la sœur de son partenaire Şanar Yurdatapan. Après son troisième mariage, terminé par un divorce en 1980, il est avec l'actrice Müjde Ar pendant 15 ans. Il épouse Hepgül Hepbir, de 31 ans son cadet, en 1995. Ils ont des filles jumelles de ce mariage.
Il est le compositeur de Pet'r Oil, la chanson représentant la Turquie au Concours Eurovision de la chanson 1980, à La Haye, aux Pays-Bas, interprétée par Ajda Pekkan.
L'artiste, qui réalise 60 bandes originales, remporte sept Oranges d'or de la meilleure musique au Festival international du film d'Antalya.
Entre 1995 et 2003, il est président de l'Association professionnelle des propriétaires d'œuvres musicales turques (MESAM). Il réintègre le conseil d'administration lors des élections de 2016.
À la fin de sa vie, en 2014, il souffre d'un cancer du poumon. Il meurt le 20 avril 2016, à 73 ans, après une intervention chirurgicale en raison d'une chute et d'une fracture de la colonne vertébrale.

## Filmographie
- 1974 : Arkadaş
- 1974 : Endişe
- 1975 : Delisin
- 1975 : Haşhaş
- 1975 : Zavallılar
- 1975 : İzin
- 1975 : Ah Nerede
- 1979 : Seninle Son Defa
- 1982 : Le Lac
- 1983 : Şalvar Davası
- 1983 : Haram
- 1984 : Fahriye Abla
- 1985 : Züğürt Ağa
- 1985 : Kurbağalar
- 1985 : Dul Bir Kadın
- 1986 : Teyzem
- 1986 : Asılacak Kadın
- 1987 : Milyarder
- 1987 : L'Hôtel de la mère patrie
- 1987 : Muhsin Bey
- 1987 : Afife Jale
- 1988 : Gece Yolculuğu
- 1988 : Kaçamak
- 1989 : Arabesk
- 1990 : Aşk Filmlerinin Unutulmaz Yönetmeni
- 1994 : Manisa Tarzanı
- 1997 : La Tour de l'horloge (tr)
- 1997 : Ağır Roman
- 2002 : Beşik kertmesi (série télévisée, 19 épisodes)
- 2002 : Gönderilmemiş Mektuplar
- 2004 : Kalbin Zamanı
- 2005 : Eğreti Gelin
- 2005 : O Şimdi Mahkum
- 2008 : Kilit
- 2009 : Vavien
- 2011 : Celal Tan ve Ailesinin Aşırı Acıklı Hikayesi